# Csatni
A csatni (angol: chutney) dél-ázsiai eredetű fűszeres szószféleség. 
Íze széles skálán mozoghat, lehet édes vagy savanyú, csípős, általában zöldségekből vagy gyümölcsökből készítik. Fűszeres étel, az alapja cukorból, hagymából és ecetből áll, ezentúl sót és fűszerek széles skáláját szokták alkalmazni elkészítésekor. Erősen fűszerezik, hidegen vagy melegen fogyasztják, a tisztán zöldségalapú csatnit legtöbbször nem főzéssel készítik, csak összetörik a hozzá tartozó alapanyagokat.

## Típusai
Léteznek gyümölcsökből és zöldségekből, vagy ezek keverékéből készített csatnik, lényegében bármilyen ilyen jellegű alapanyagból elkészíthető.

## Tartósítás
A befőttekhez hasonlóan nátrium-benzoáttal és dunsztolással tartósítható. 